# Bộ Ngoại giao (Việt Nam)
Bộ Ngoại giao Việt Nam là cơ quan của Chính phủ Việt Nam thực hiện chức năng quản lý nhà nước về đối ngoại, gồm: Công tác ngoại giao, biên giới, lãnh thổ quốc gia, công tác đối với cộng đồng người Việt Nam ở nước ngoài, ký kết và thực hiện điều ước quốc tế, thỏa thuận quốc tế, quản lý các cơ quan đại diện nước Cộng hòa xã hội chủ nghĩa Việt Nam ở nước ngoài và hoạt động của các cơ quan đại diện nước ngoài tại Việt Nam; quản lý nhà nước các dịch vụ công trong các lĩnh vực thuộc phạm vi quản lý nhà nước của Bộ theo quy định của pháp luật.
Bộ được thành lập ngày 28 tháng 8 năm 1945. Bộ trưởng hiện nay là ông Bùi Thanh Sơn, Uỷ viên Trung ương khoá XII,XIII

## Lãnh đạo Bộ đương nhiệm
- Bộ trưởng: Bùi Thanh Sơn, Ủy viên Trung ương Đảng, Phó Thủ tướng Chính phủ, Ủy viên Hội đồng quốc phòng và an ninh Việt Nam
- Thứ trưởng:

1. Nguyễn Minh Vũ, Ủy viên dự khuyết Trung ương Đảng, Thứ trưởng thường trực
2. Nguyễn Mạnh Cường, Ủy viên Trung ương Đảng
3. Đặng Hoàng Giang [2]
4. Lê Thị Thu Hằng[3]
5. Nguyễn Minh Hằng [4]
6. Lê Anh Tuấn
7. Ngô Lê Văn, Chủ nhiệm Ủy ban Công tác về các tổ chức phi chính phủ nước ngoài

## Cơ cấu tổ chức

### Khối đơn vị quản lý nhà nước
- Văn phòng Bộ
- Vụ ASEAN
- Vụ Châu Âu
- Vụ Châu Mỹ
- Vụ Đông Bắc Á
- Vụ Đông Nam Á – Nam Á – Nam Thái Bình Dương
- Vụ Trung Đông - Châu Phi
- Vụ Chính sách đối ngoại
- Vụ các Tổ chức quốc tế
- Vụ Luật pháp và Điều ước quốc tế
- Vụ Ngoại giao kinh tế
- Vụ Thông tin Báo chí
- Vụ Tổ chức cán bộ
- Cục Cơ yếu - Công nghệ thông tin
- Cục Ngoại vụ và Ngoại giao văn hóa
- Cục Lãnh sự
- Cục Lễ tân Nhà nước và Phiên dịch đối ngoại
- Cục Quản trị Tài vụ
- Sở Ngoại vụ Thành phố Hồ Chí Minh
- Ủy ban Nhà nước về người Việt Nam ở nước ngoài
- Ủy ban Biên giới quốc gia

### Khối đơn vị sự nghiệp
- Học viện Ngoại giao Việt Nam
- Cục Phục vụ Ngoại giao đoàn
- Báo Thế giới và Việt Nam
- Nhà khách Chính phủ
- Trung tâm Vận tải đối ngoại V75

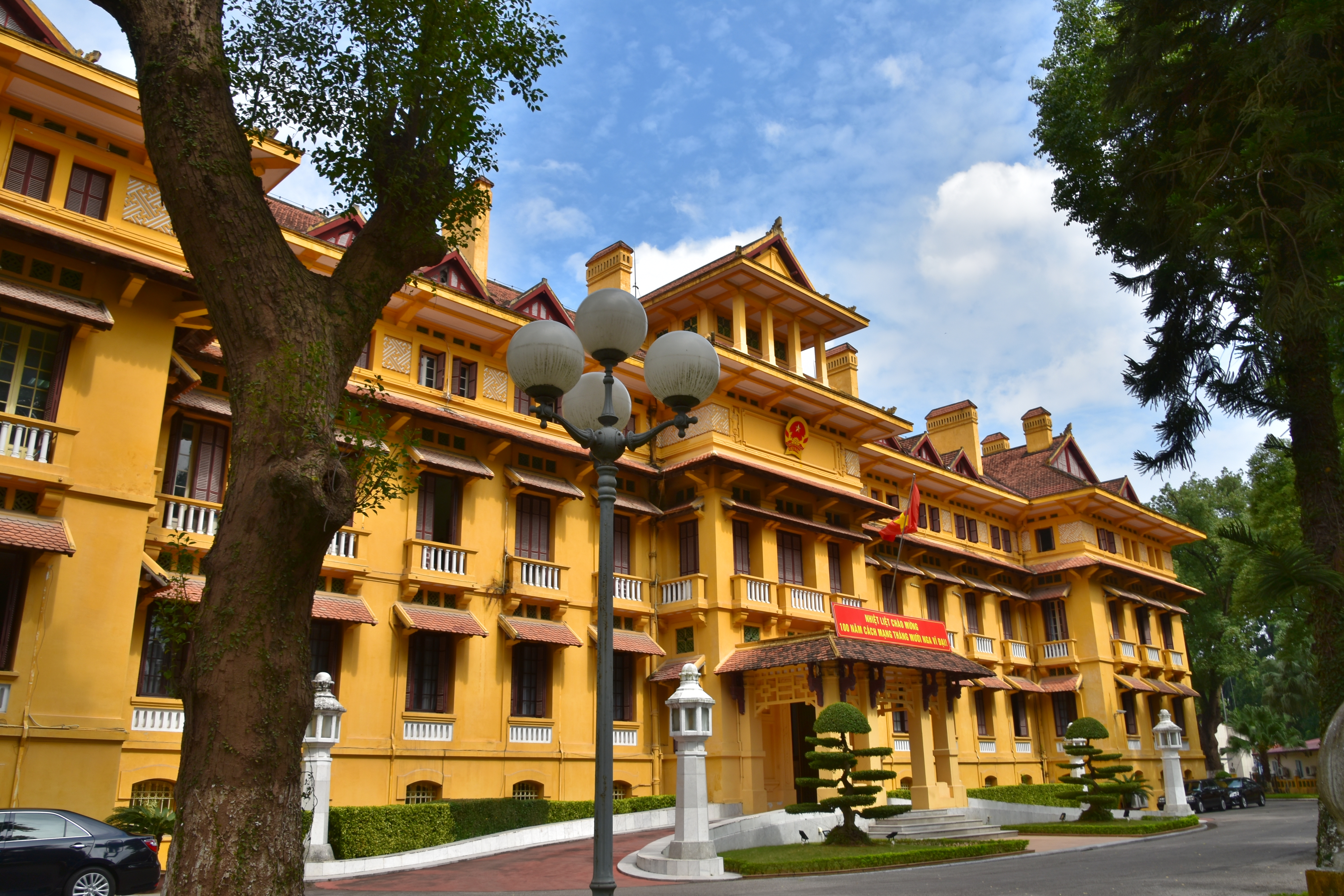
Trụ sở Bộ Ngoại giao Việt Nam

- Các Cơ quan đại diện Việt Nam ở nước ngoài[5]